# Michael Page
Michael Page est un cabinet de recrutement de cadres dirigeants, cadres et employés. D'origine britannique, le cabinet a été créé en 1976. Son siège est situé à Weybridge.
Intégrée à PageGroup, groupe coté en Bourse depuis 2001 et faisant partie de l'indice FTSE 250, Michael Page est présent dans 34 pays, avec 152 bureaux internationaux.

## En France
Les filiales françaises de PageGroup proposent aux entreprises des prestations pour recruter leurs collaborateurs en intérim, CDD et CDI, à tous les niveaux d'expérience, pour divers types de postes, par les services suivants : Page Executive, Michael Page, Michael Page Interim Management et Page Personnel.
En France, Michael Page identifie pour ses clients les cadres par sélection et approche directe via ses consultants répartis au sein de 17 divisions spécialisées par métier ou secteur. Le cabinet est présent à Neuilly-sur-Seine, Lille, Lyon, Marseille, Nantes, Strasbourg, Toulouse, Nice et Monaco.

## Au Canada
La filiale canadienne a deux bureaux, Toronto et Montréal. Ils gèrent les mandats dans la région où ils sont implantés. Les consultants sont répartis à travers 7 divisions spécialisées :
- Ingénieurs et Techniciens
- Achats et Logistique
- Banque et Services Financiers
- Finance et Comptabilité - mandats en firmes comptables et industrie
- Vente et Marketing
- Technologies de l'information et e-commerce
- Ressources humaines

## Données
En 2010, PageGroup a réalisé sur 32 pays :
- 832,3£ soit 954 millions d'euros, ou 1 309 millions de dollars canadiens de chiffre d'affaires
- 115,4£ soit 144,3 millions d'euros ou 158,3 millions de dollars canadiens de bénéfices avant impôts